# همه‌پرسی استقلال بوگن‌ویل (۲۰۱۹)
همه‌پرسی استقلال منطقه خودمختار بوگن‌ویل (انگلیسی: 2019 Bougainvillean independence referendum) که در استان‌های پاپوآ گینه نو بین ۲۳ نوامبر تا ۷ دسامبر ۲۰۱۹ برگزار شد که الزام‌آور نیست. این همه‌پرسی برای استقلال یا خودمختاری بیشتر از پاپوآ گینه نو صورت گرفت.
پاپوآ گینه نو جزیره‌ای کوچک است در قلب اقیانوس آرام. این منطقه خودمختار چند دهه درگیر جنگ داخلی با استقلال‌طلبان بوگن‌ویل بوده‌است. مردم بوگن‌ویل امیدوارند تا نام این جزایر به عنوان جدیدترین کشور جهان ثبت شود.
بوگنویل یکی از فقیرنشین‌ترین مناطق پاپوآ گینه نو است، این منطقه دارای ذخایر غنی طلا و مس است و جمعیت آن ۲۰۰ هزارنفر است.

## تاریخچه
پاپوا گینه نو در سال ۱۹۷۵ از استرالیا جدا شد، جزیره بوگنویل نیز در سال ۱۹۷۶ یکی از استان‌های پاپوا گینه نو شد. در سال ۱۹۸۸، تنش بین ارتش انقلابی بوگن‌ویل و نیروهای دولت پاپوا گینه نو به یک جنگ داخلی تبدیل شد. یکی از مشکلات مهم درگیری برسر معدن پانگونا بود که در سال ۱۹۸۹ بسته شد.
جنگ داخلی با آتش‌بس در سال ۱۹۹۸ به پایان رسید، و در سال ۲۰۰۱ به توافقنامه صلح با بوگن‌ویل منجر شد.در این توافقنامه دولت خودمختار بوگن‌ویل مورد تأیید قرار گرفت، و موافقت شد که یک همه‌پرسی در مورد استقلال بوگنویل برگزار گردد. ۱۰–۱۵ سال بعد از کسب خودمختاری قرار است نخستین انتخابات دولت خودمختار بوگنویل حداکثر در ژوئن سال ۲۰۲۰ است برگزار شود. همه‌پرسی غیر الزام‌آور خواهد بود، و حرف آخر با دولت پاپوا گینه نو است.
در نوامبر سال ۲۰۱۹، ریموند ماسونو، معاون رئیس‌جمهور منطقه خودمختار بوگنویل، اقدام به برنامه‌ریزی کرد تا در صورت رفراندوم منجر به رای دادن به استقلال شود، وی قصد دارد مجدداً معدن پانگونا را بازگشایی کند. پانگونا در سال ۱۹۸۹ به دلیل جنگ داخلی بسته شد و اکنون تخمین زده می‌شود مس استخراج نشده به ارزش ۶۰ میلیارد دلار در معدن است. بر اساس اصل استقلال تمام منافع پاپوآ گینه نو در معدن به بوگن‌ویل منتقل می‌شود و ۶۰٪ سهم آن در همه پروژه‌ها از آن بوگن‌ویل خواهد بود و تمام مجوزهای معدن را نیز حفظ می‌کند. ۴۰٪ باقیمانده به سرمایه گذاران واگذار شده‌است.

## رای‌دهندگان
در ماه نوامبر، کمیسیون همه‌پرسی بوگن‌ویل «لیست واجدین شرایط رأی دادن» را تکمیل نمود و به‌طور رسمی منتشر کرد تا برای برگزاری همه‌پرسی مورد استفاده قرار گیرد. تعداد نهایی رأی دهندگان واجد شرایط ۲۰۶٬۷۳۱ نفر بودند، قریب به ۳۰۰۰۰۰ نفر از کل جمعیت شرکت کننده مرد بودند. علاوه بر بوگن‌ویل اجازه داده شد تا رأی‌گیری در مناطق دیگر پاپوآ گینه نو یا استرالیا و جزایر سلیمان انجام گیرد.

رای‌دهندگان خارج بوگن‌ویل

| منطقه رای‌گیری           | مردان   | زنان    | نامعلوم | جمع     |
| ----------------------- | ------- | ------- | ------- | ------- |
| رای‌دهندگان ساکن بوگنویل | ۹۸٬۵۶۵  | ۹۵٬۳۷۱  | ۸۰      | ۱۹۴٬۰۱۶ |
| ۶٬۸۴۶                   | ۵٬۸۴۴   | ۲۵      | ۱۲٬۷۱۵  |         |
| جمع                     | ۱۰۵٬۴۱۱ | ۱۰۱٬۲۱۵ | ۱۰۵     | ۲۰۶٬۷۳۱ |